# Procyon
I procioni (Procyon Storr, 1780
) sono un genere di mammiferi carnivori appartenenti alla famiglia dei Procionidi.

## Etimologia
Il nome scientifico, Procyon, deriva dal greco προκύων (cagnolino latrante), composto da pró in greco "prima" e kýōn in greco "cane".

## Distribuzione
Sono animali originari del continente americano ma si possono trovare anche in Europa centrale e in Asia.

## Descrizione

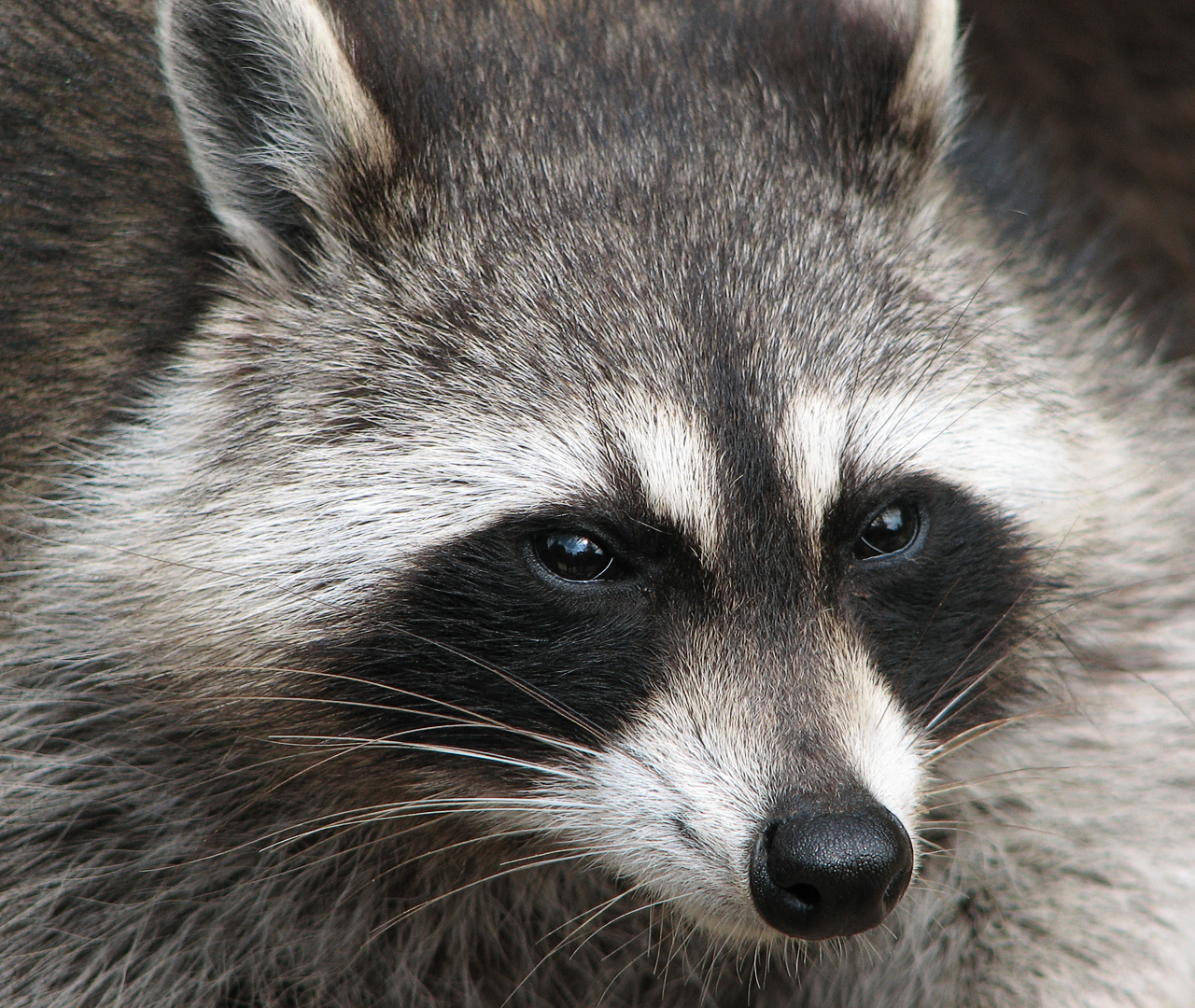
Procyon lotor

I procioni sono lunghi fino a un metro, hanno una pelliccia grigia, nera e beige, e una coda inanellata. Possono pesare fino a 15 chili.

## Biologia
Mangia tutto o quasi: carne, pesci, molluschi, uova, gamberi, uccelli, insetti, piante, frutti, semi, e spesso fruga tra i rifiuti dell'uomo. La specie più nota è il procione (o orsetto) lavatore (Procyon lotor), chiamato così perché ha l'abitudine in cattività di lavare il cibo in un corso d'acqua prima di consumarlo. Si riproduce in primavera, di solito i suoi piccoli sono circa quattro e restano con la mamma fino alla fine dell'inverno successivo. Passa l'inverno nella tana, al caldo, ma non va in letargo. Alcuni scienziati hanno scoperto che i procioni hanno la possibilità di una rapida evoluzione perché hanno mani prensili e possono manovrare oggetti. Se accolto da piccolo si adatta a vivere con gli umani.

## Specie
Il genere Procyon è rappresentato da 3 specie viventi:
- Procyon cancrivorus, procione granchiaiolo
- Procyon lotor, procione lavatore (detto anche: orsetto lavatore)
- Procyon pygmaeus (= P. maynardi)